# Fanny Rosenfeld
Fanny „Bobbie” Rosenfeld (ur. 28 grudnia 1904 w Jekaterynosławiu, zm. 13 listopada 1969 w Toronto) – kanadyjska lekkoatletka pochodzenia ukraińskiego, specjalizująca się w biegach sprinterskich, dwukrotna medalistka igrzysk olimpijskich z 1928 r. z Amsterdamu: złota w sztafecie 4 x 100 metrów oraz srebrna w biegu na 100 metrów.

## Finały olimpijskie
- 1928 – Amsterdam, sztafeta 4 × 100 metrów – złoty medal
- 1928 – Amsterdam, bieg na 100 metrów – srebrny medal
- 1928 – Amsterdam, bieg na 800 metrów – 5. miejsce

## Rekordy życiowe
źródło:
- 100 m – 12,3 s. z wiatrem (1928)
- 800 m – 2.22,4 s. (1928)

## Inne osiągnięcia
- tytuł „Najlepszej Lekkoatletki Kanady pierwszej połowy XX wieku” (ang. Canada's Female Athlete of the First Half-Century (1900-1950))[2]